# Floyd Curry
Floyd James „Busher“ Curry (* 11. August 1925 in Chapleau, Ontario; † 16. September 2006 in Montreal, Québec) war ein kanadischer Eishockeyspieler, -trainer und -manager, der während seiner aktiven Karriere zwischen 1944 und 1960 unter anderem 692 Spiele für die Canadiens de Montréal in der National Hockey League auf der Position des rechten Flügelstürmers bestritten hat. Mit den Canadiens gewann er viermal den Stanley Cup.

## Karriere
Curry spielte während seiner ganzen Karriere in der National Hockey League bei den Canadiens de Montréal. Seine Karriere dort begann in der Saison 1947/48 und endete 1958. In dieser Zeit gewann er viermal den Stanley Cup. Seinen einzigen Hattrick erreichte er am 29. Oktober 1951, als Königin Elisabeth II. im Montreal Forum anwesend war.
Nach Beendigung seiner aktiven Laufbahn war er Trainer der Royaux de Montréal. Anschließend arbeitete er für über 40 Jahre für die Montréal Canadiens. Im Jahre 1944 gewann er auch den Memorial Cup mit den Oshawa Generals.

## Erfolge und Auszeichnungen
| - 1944 Memorial-Cup-Gewinn mit den Oshawa Generals - 1951 NHL All-Star Game - 1952 NHL All-Star Game - 1953 NHL All-Star Game - 1953 Stanley-Cup-Gewinn mit den Canadiens de Montréal | - 1956 NHL All-Star Game - 1956 Stanley-Cup-Gewinn mit den Canadiens de Montréal - 1957 NHL All-Star Game - 1957 Stanley-Cup-Gewinn mit den Canadiens de Montréal - 1958 Stanley-Cup-Gewinn mit den Canadiens de Montréal |